# عديد النوكليوتيد
عديد النوكليوتيد (بالإنجليزية: Polynucleotide)‏ هو بوليمر عضوي يتكون من 13 نوكليوتيد موحود أو أكثر  مترابطون تساهميا في شكل سلسلة، الدنا (الحمض النووي الصبغي) والرنا (الحمض النووي الريبوزي) هما مثالان على عديد النكليوتيد مع وظائف بيولوجية مختلفة لكل واحد منهما، السابقة poly جائت من الكلمة الإغريقية القديمة πολυς بمعنى عديد، يتكون الدنا من سلسلتين من عديد النوكليوتيد كل واحدة منهما على هيئة لولب حلزوني.

## تسلسل
رغم أن الحمض الصبغي والحمض الريبوزي لا يظهران عادة في نفس عديد النوكليوتيد إلا أن أنواع النوكليوتيدات الأربعة قد تظهر في أي ترتيب (تسلسل) في السلسلة، تسلسل نوكليوتيدات الدنا أو الرنا لعديد نوكليوتيد معين يحدد وظيفته في الكائنات الحية أو التجارب المخبرية.

## عديد النوكليوتيد في الكائنات
تظهر عديدات النوكليوتيد طبيعيا في جميع الكائنات الحية، حيث يتكون جينوم كائن حي من أزواج طويلة جدا من عديدات النكليوتيد ملتفة حول بعضها على هيئة لولب مزدوج، ولدى عديدات النوكليوتيد وظائف مختلفة في الكائنات الحية.

## عديد النوكليوتيد في التجارب العلمية
تستخدم عديدات النوكليوتيد في تجارب الكيمياء الحيوية مثل تفاعل البوليميراز المتسلسل وتحديد تسلسل الدنا، تُنتَج عديدات النوكليوتيد اصطناعيا من قليلات النوكليوتيد وهي سلاسل نوكليوتيد أقل طولا؛ حيث لا يتجاوز في العادة طولها 30 نوكليوتيد. يُستَخدم إنزيم بوليميراز لتوسيع طول السلسلة وذلك بإضافة نوكليوتيدات تبعا لنمط محدد من قبل العالم.